# Мартон Бадер
Мартон Бадер (мађ. Márton Báder; Будимпешта, 23. септембар 1980) је бивши мађарски кошаркаш. Играо је на позицијама крилног центра и центра.

## Каријера
Каријеру је започео 1998. у омладинском погону будимпештанског Хонведа. У каријери је Бадер још наступао за мађарски Албакомп, словеначку Крку, шпанску Манресу, хрватску Цибону у два наврата, грчки Панелиниос, чешки Простејов и украјински Химик. У јануару 2009. одлази у Хемофарм где се задржао до краја сезоне. Од 2010. до 2015. био је члан Солнок Олаја.

## Успеси

### Клупски
- Крка:
  - Првенство Словеније (1): 2002/03.
- Цибона:
  - Првенство Хрватске (1): 2006/07.
- Солнок Олај:
  - Првенство Мађарске (4): 2010/11, 2011/12, 2013/14, 2014/15.
  - Куп Мађарске (1): 2011, 2012, 2014, 2015.